# Эйкенбрук, Ханс
Ханс Эйкенбрук (нидерл. Hans Eijkenbroek; 5 января 1940, Схидам, Южная Голландия — 17 августа 2024) — нидерландский футболист, полузащитник.

## Карьера

### Клубная карьера
Ханс Эйскенбрук родился в Схидаме, начал свою карьеру в местной команде Гермес ДВС, а в 1963 году был приглашён в «Спарту». Он стал капитаном клуба в 1970 году. За клуб провёл 299 официальных матчей и забил 13 голов.
В 1973 году Эйскенбрук начал играть за «Виллем II». В этом клубе он завершил карьеру футболиста в 1975 году.

### Карьера в сборной
Эйкенбрук дебютировал в составе национальной сборной Нидерландов в апреле 1967 года в товарищеском матче против Бельгии.
В общей сложности провёл в составе сборной 18 матчей, не забив ни одного гола.

### Смерть
Скончался 17 августа 2024 года в Дирксхорне, Северная Голландия, на 85-м году жизни.

## Статистика

### Матчи Эйкенбрука за сборную Нидерландов
| Матчи Эйкенбрука за сборную Нидерландов | Матчи Эйкенбрука за сборную Нидерландов | Матчи Эйкенбрука за сборную Нидерландов | Матчи Эйкенбрука за сборную Нидерландов | Матчи Эйкенбрука за сборную Нидерландов | Матчи Эйкенбрука за сборную Нидерландов |
| --------------------------------------- | --------------------------------------- | --------------------------------------- | --------------------------------------- | --------------------------------------- | --------------------------------------- |
| №                                       | Дата                                    | Соперник                                | Счёт                                    | Голы Эйкенбрука                         | Соревнование                            |
| 1                                       | 16 апреля 1967                          | Бельгия                                 | 0:1                                     | —                                       | Товарищеский матч                       |
| 2                                       | 10 мая 1967                             | Венгрия                                 | 1:2                                     | —                                       | Чемпионат Европы 1968 (отбор)           |
| 3                                       | 13 сентября 1967                        | ГДР                                     | 1:0                                     | —                                       | Чемпионат Европы 1968 (отбор)           |
| 4                                       | 4 октября 1967                          | Дания                                   | 2:3                                     | —                                       | Чемпионат Европы 1968 (отбор)           |
| 5                                       | 1 ноября 1967                           | Югославия                               | 1:2                                     | —                                       | Товарищеский матч                       |
| 6                                       | 29 ноября 1967                          | СССР                                    | 3:1                                     | —                                       | Товарищеский матч                       |
| 7                                       | 7 апреля 1968                           | Бельгия                                 | 1:2                                     | —                                       | Товарищеский матч                       |
| 8                                       | 1 мая 1968                              | Польша                                  | 0:0                                     | —                                       | Товарищеский матч                       |
| 9                                       | 30 мая 1968                             | Шотландия                               | 0:0                                     | —                                       | Товарищеский матч                       |
| 10                                      | 5 июня 1968                             | Румыния                                 | 0:0                                     | —                                       | Товарищеский матч                       |
| 11                                      | 27 октября 1968                         | Болгария                                | 0:2                                     | —                                       | Чемпионат мира 1970 (отбор)             |
| 12                                      | 26 марта 1969                           | Люксембург                              | 4:0                                     | —                                       | Чемпионат мира 1970 (отбор)             |
| 13                                      | 16 апреля 1969                          | Чехословакия                            | 2:0                                     | —                                       | Товарищеский матч                       |
| 14                                      | 7 мая 1969                              | Польша                                  | 1:0                                     | —                                       | Чемпионат мира 1970 (отбор)             |
| 15                                      | 7 сентября 1969                         | Польша                                  | 1:2                                     | —                                       | Чемпионат мира 1970 (отбор)             |
| 16                                      | 22 октября 1969                         | Болгария                                | 1:1                                     | —                                       | Чемпионат мира 1970 (отбор)             |
| 17                                      | 5 ноября 1969                           | Англия                                  | 0:1                                     | —                                       | Товарищеский матч                       |
| 18                                      | 14 января 1970                          | Англия                                  | 0:0                                     | —                                       | Товарищеский матч                       |

Итого: 18 матчей / 0 голов; 5 побед, 5 ничьих, 8 поражений.